# Raïon de Holossiïv
Le raïon de Holossiïv (en ukrainien : Голосіївський район) est un raïon (district) urbain de Kiev, la capitale de l'Ukraine.
Il englobe des territoires dans le sud du centre-ville de Kiev.

## Transport
Gare routière de Kiev.

## Lieux d'intérêt
Musée d’architecture populaire et d’ethnographie de Pyrohiv, la Bibliothèque nationale Vernadsky d'Ukraine, le Cimetière Baïkov, la Cathédrale Saint-Pantaléon de Kiev, la gare de Vydoubytchi.

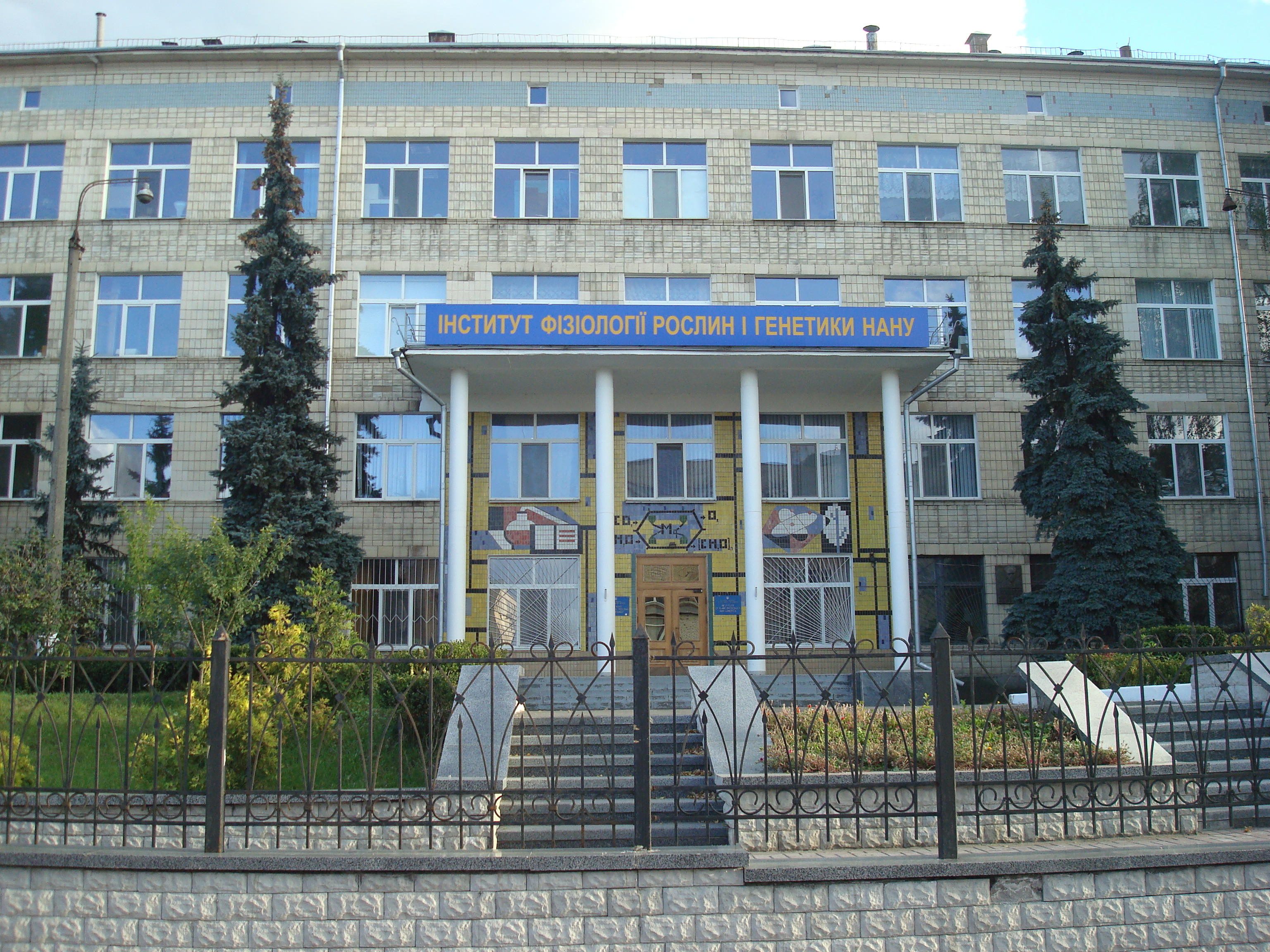
L’institut de génétique, classé[1] de la rue Vassilivska.
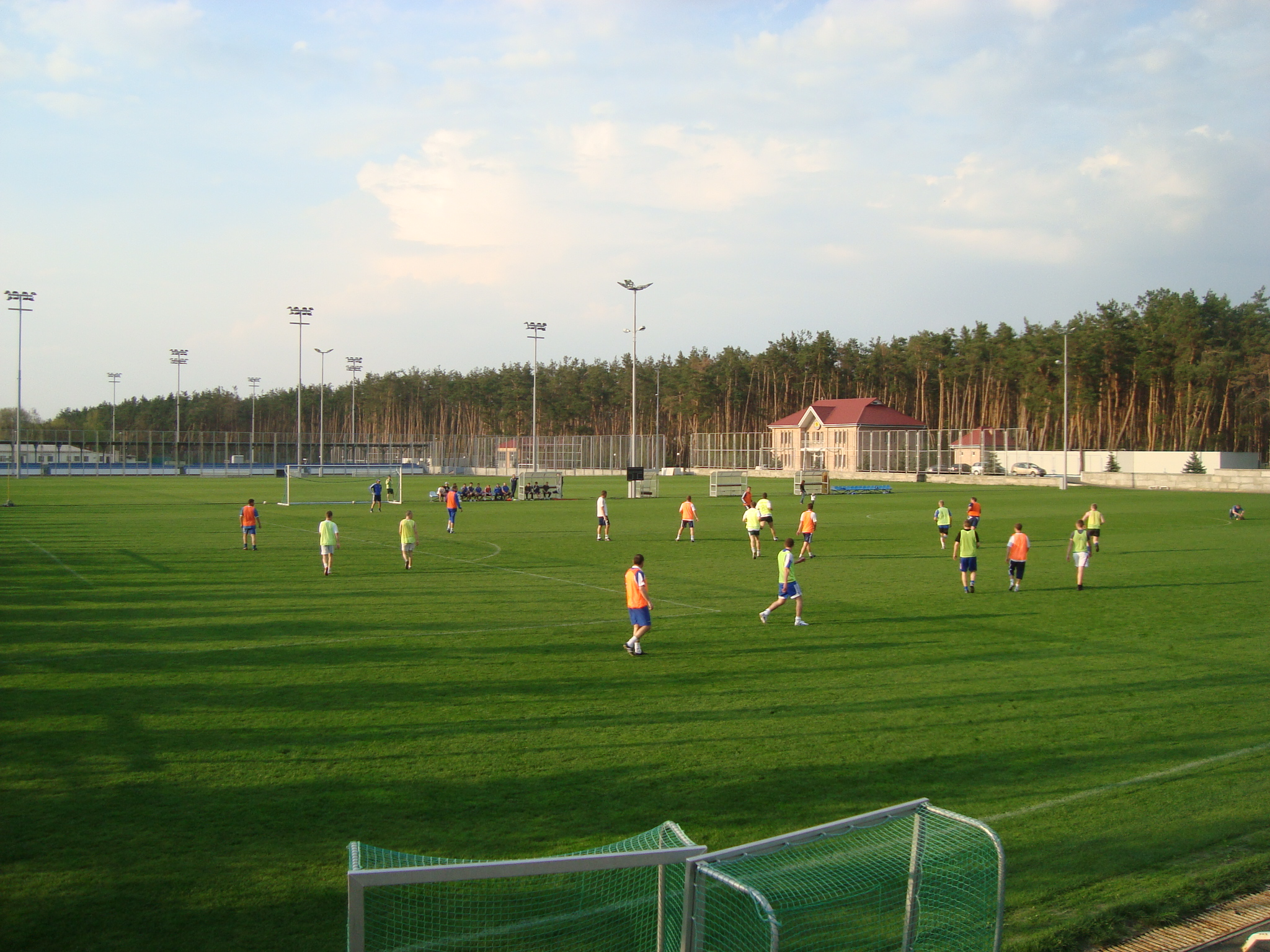
Centre d'entraînement du Dynamo Kiev.
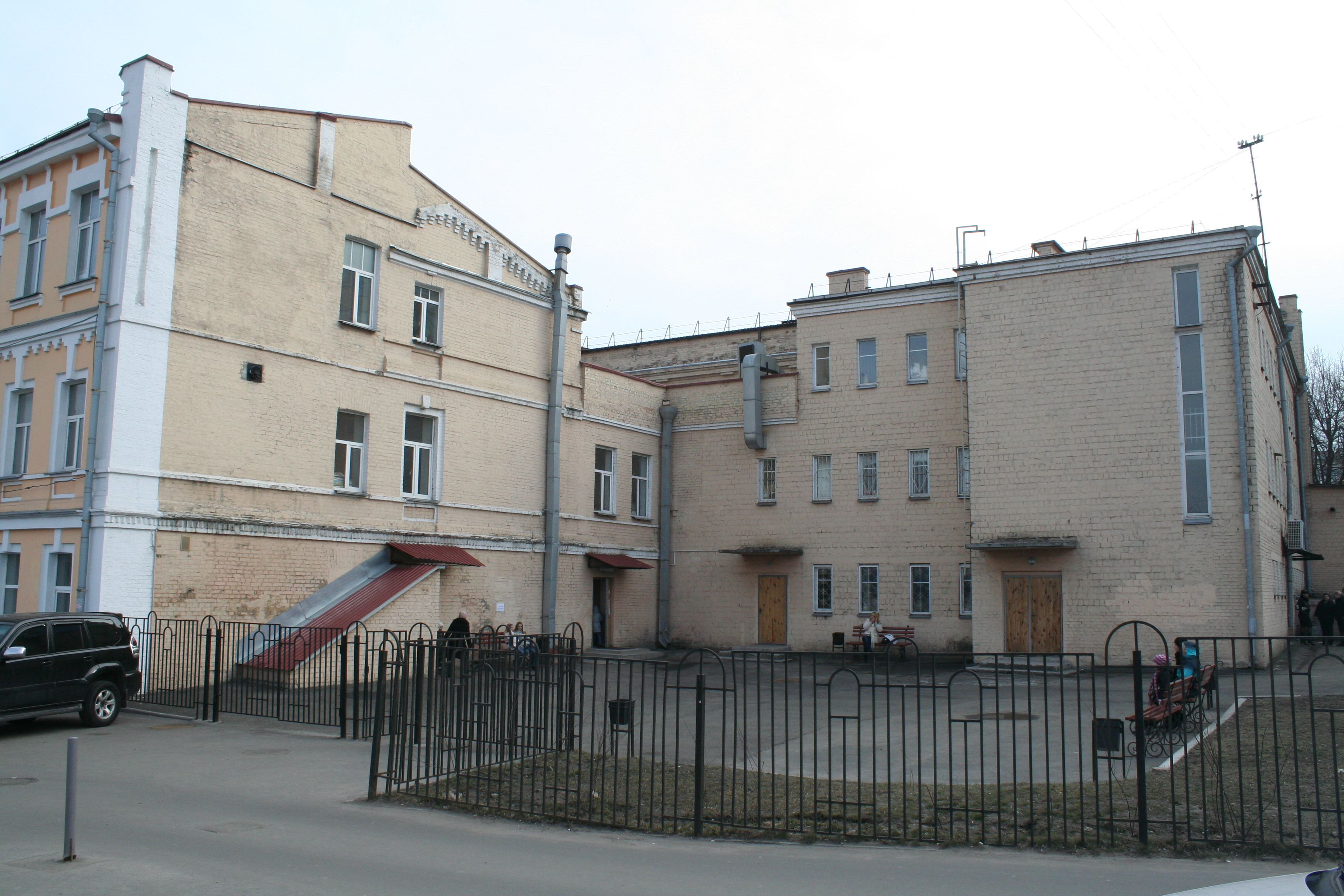
La synagogue Barichpolski classée[2].
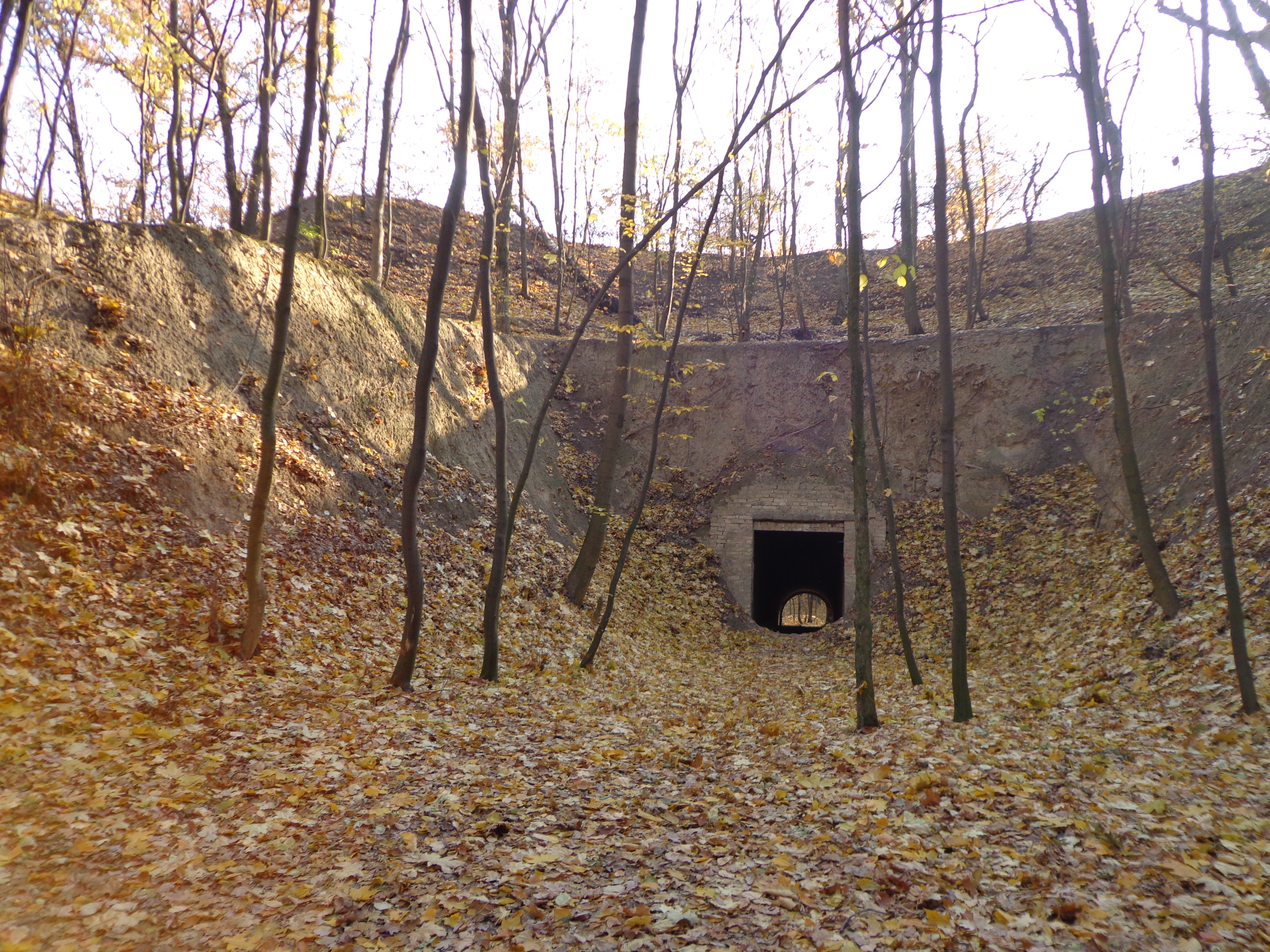
Fort de Lysso Hora.
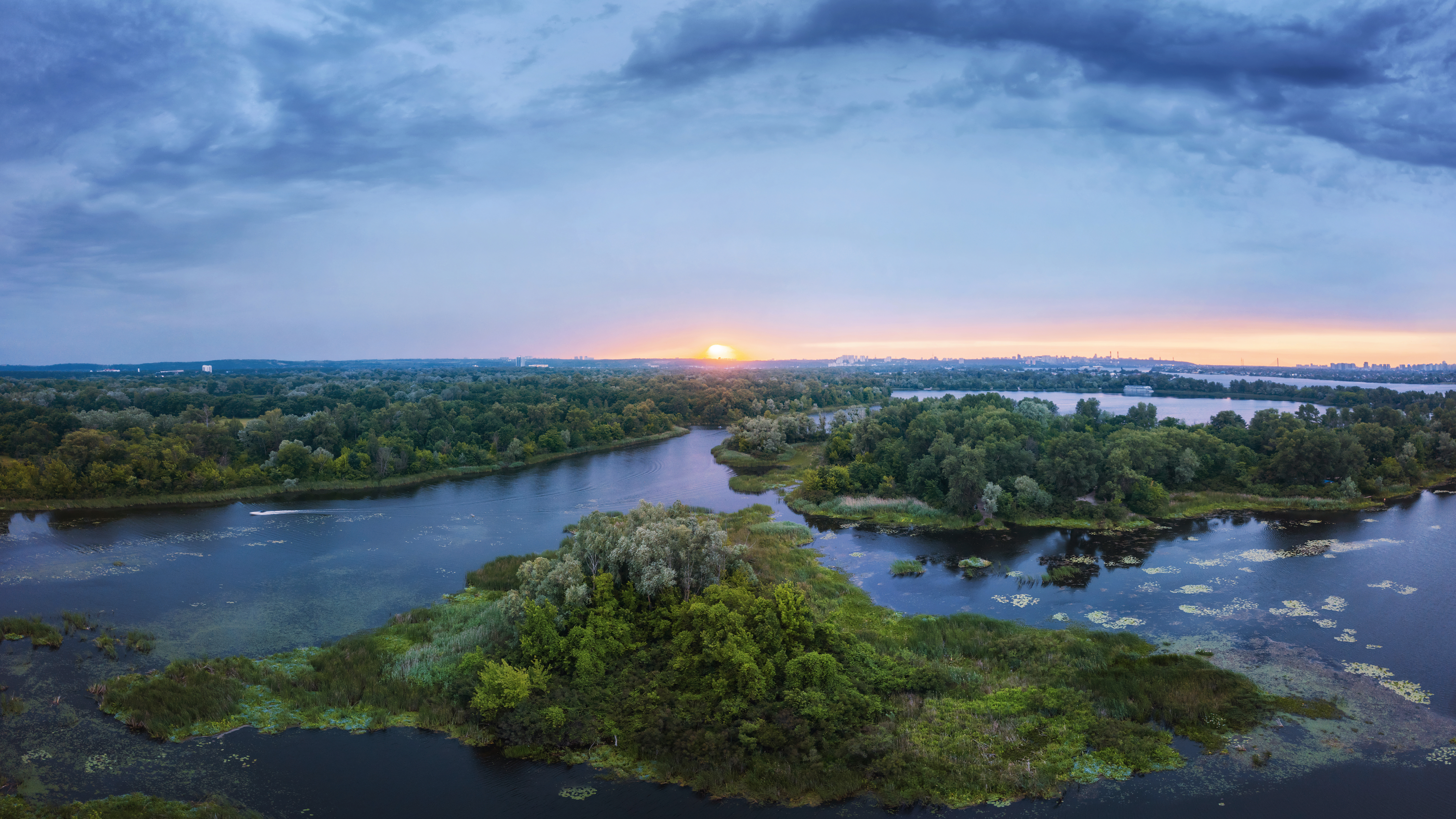
L'île Joukiv aire classée[3].
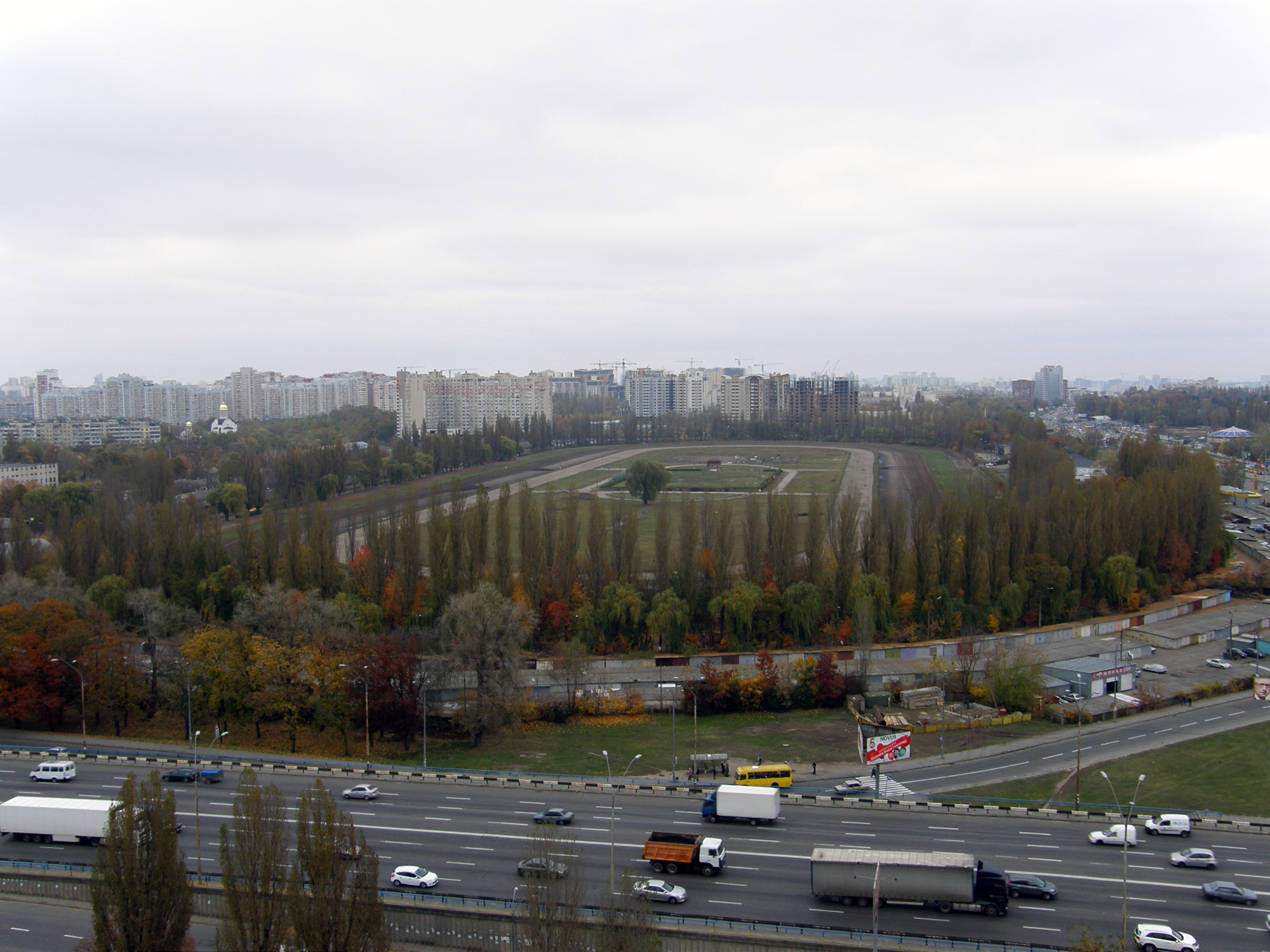
L’hippodrome de Kiev classée[4].
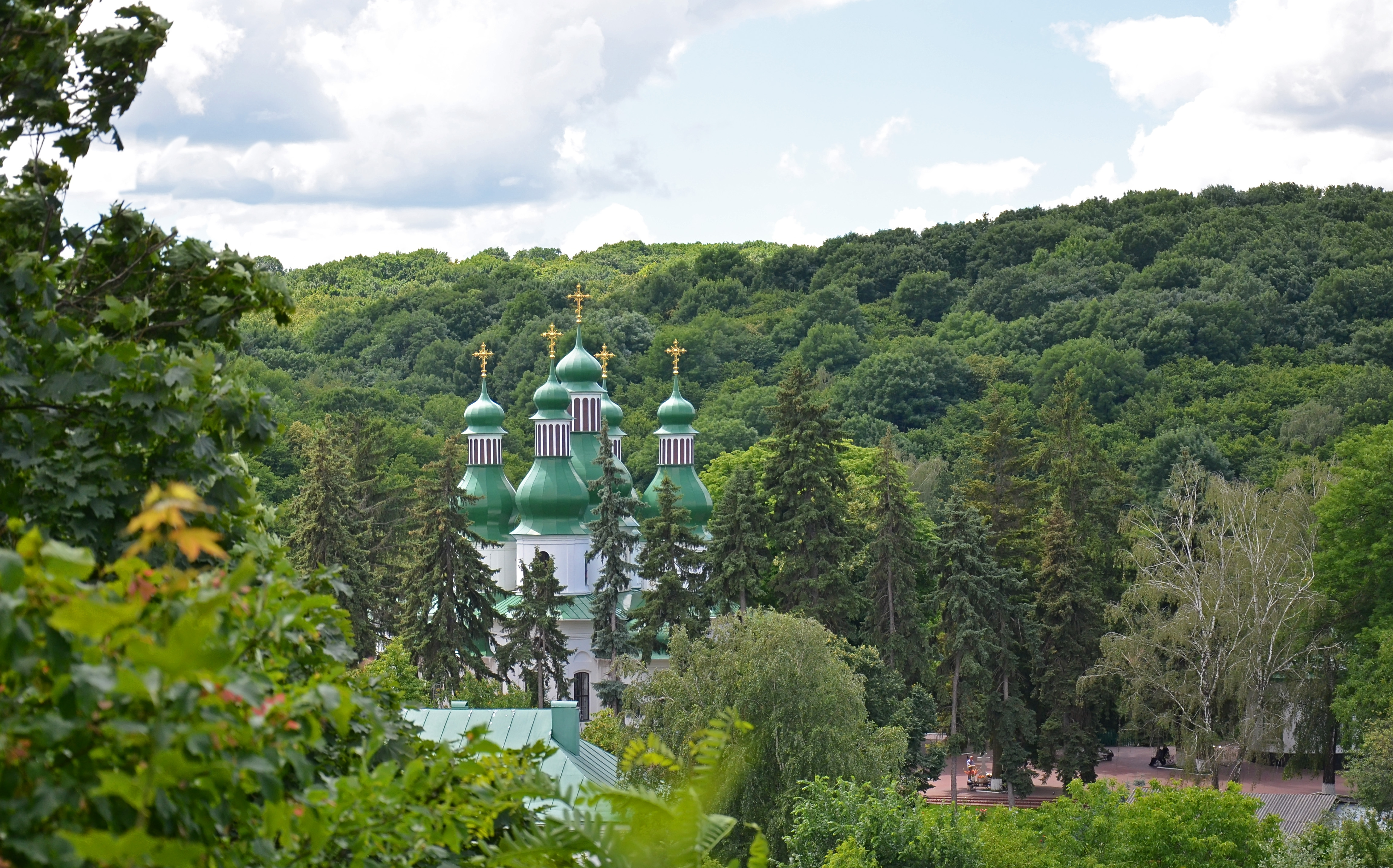
Le monastère Kiatïevo classée[5].
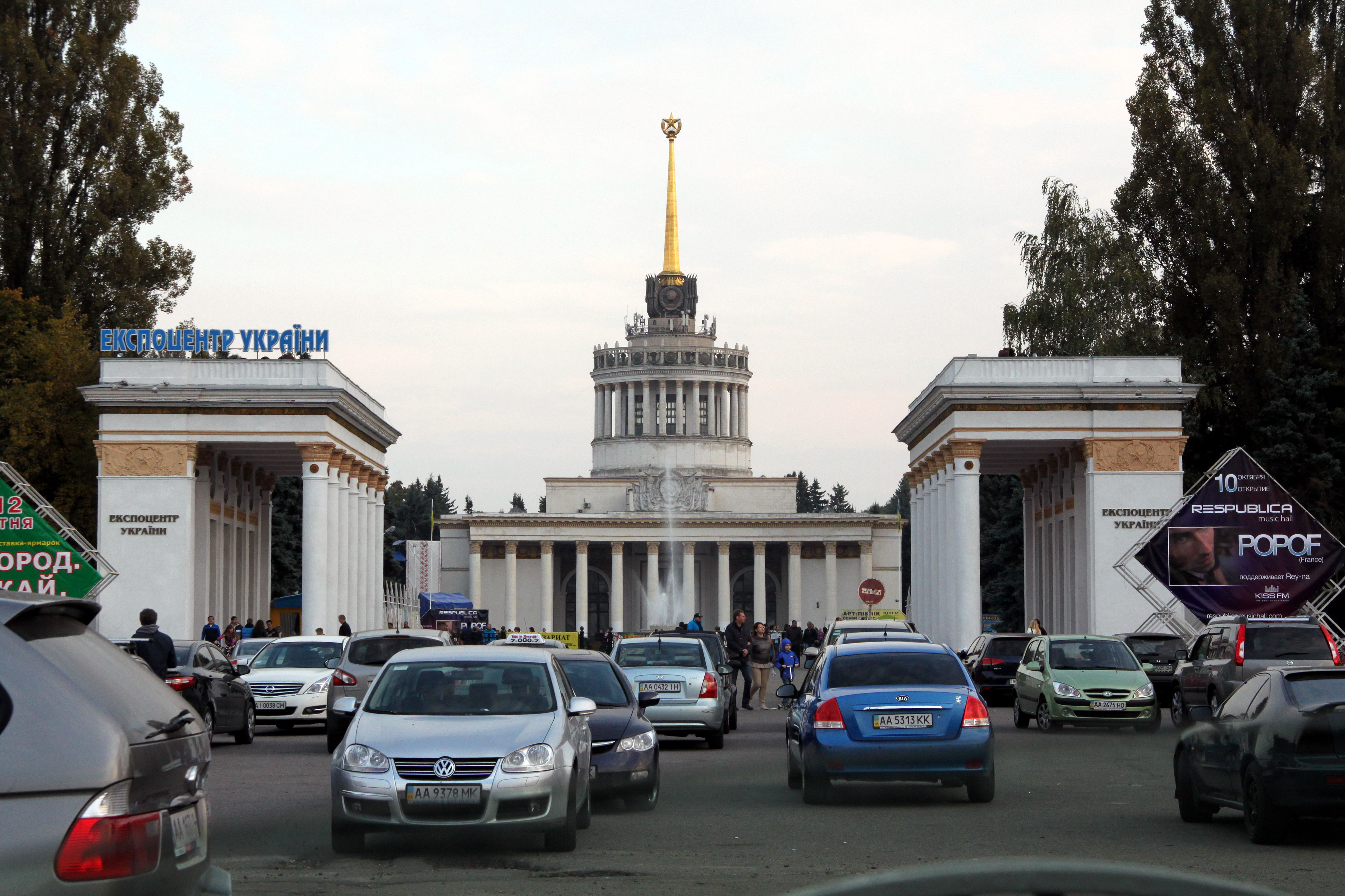
Expocenter classée[6].
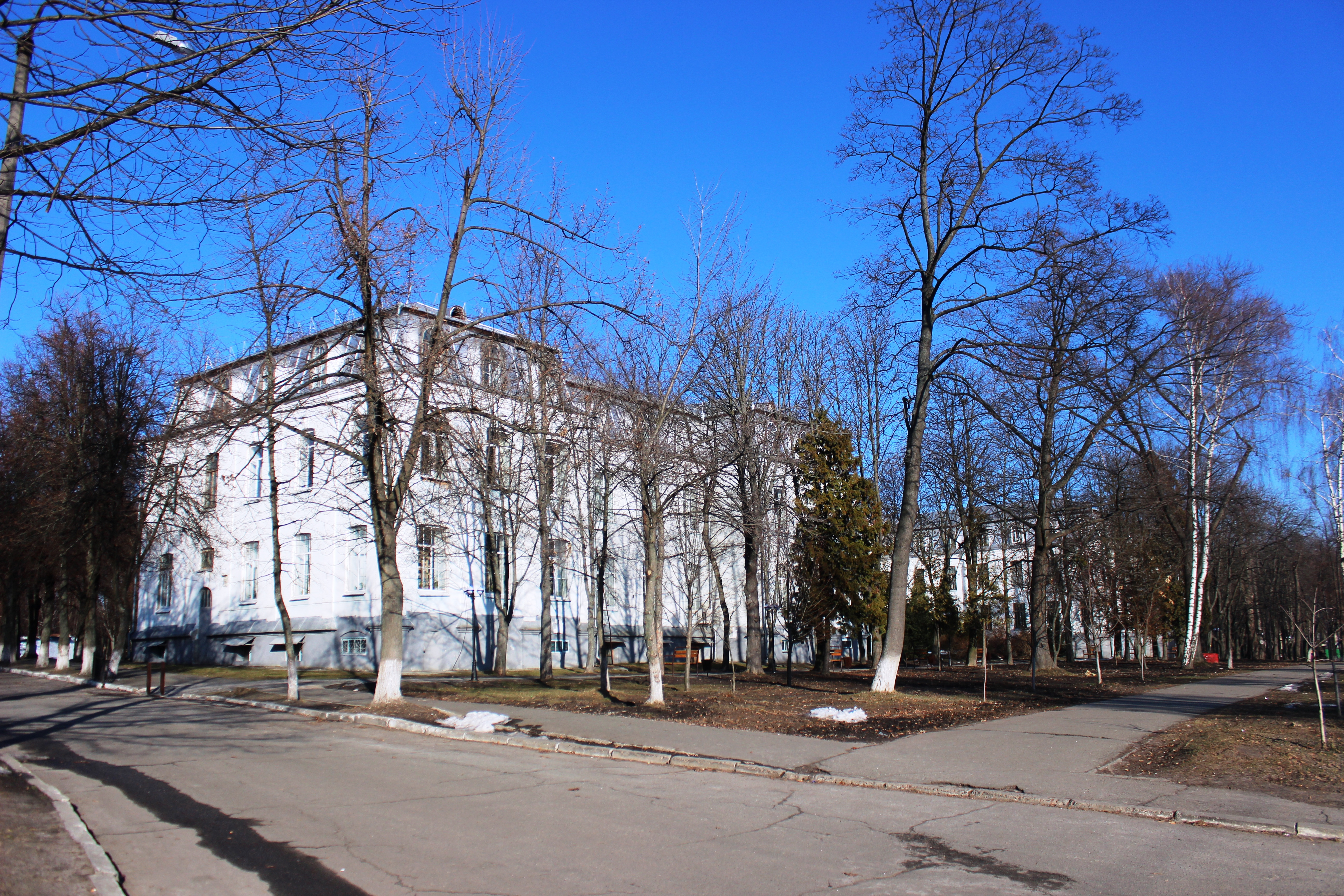
L'institut national des sciences de la vie classée[7].
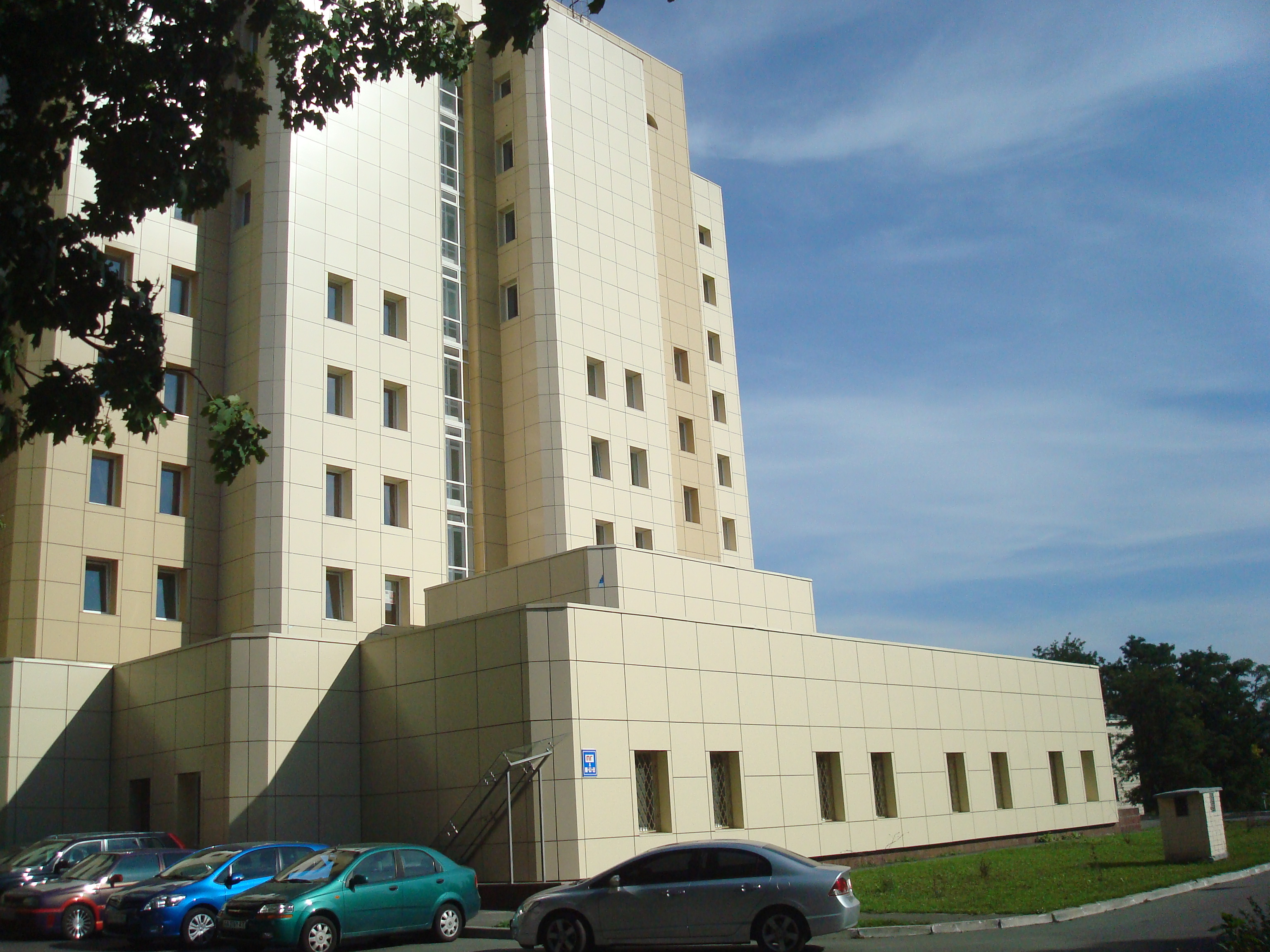
L'institut national de cancérologie classée[8].
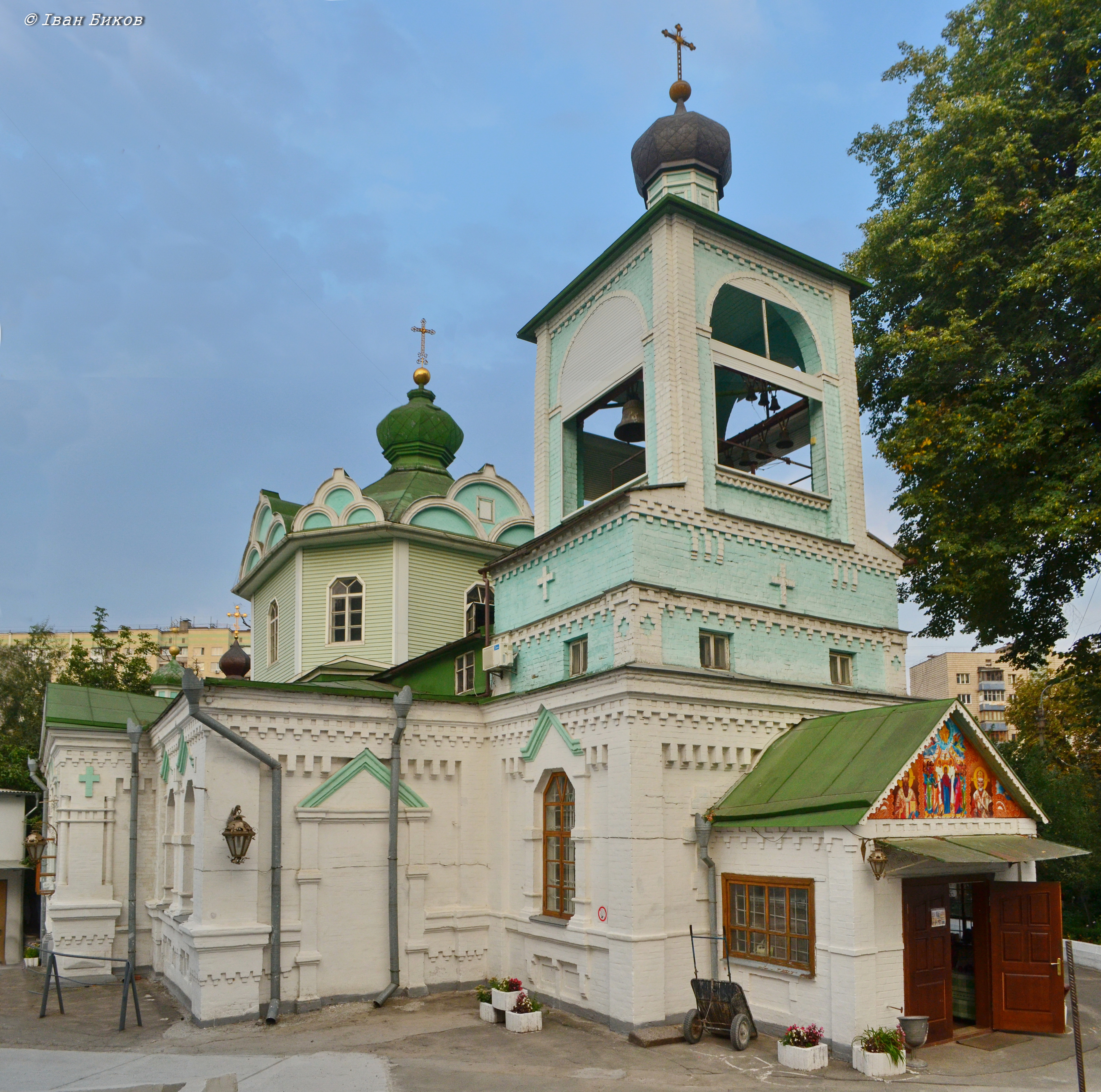
L'église de l’Ascension classée[9].
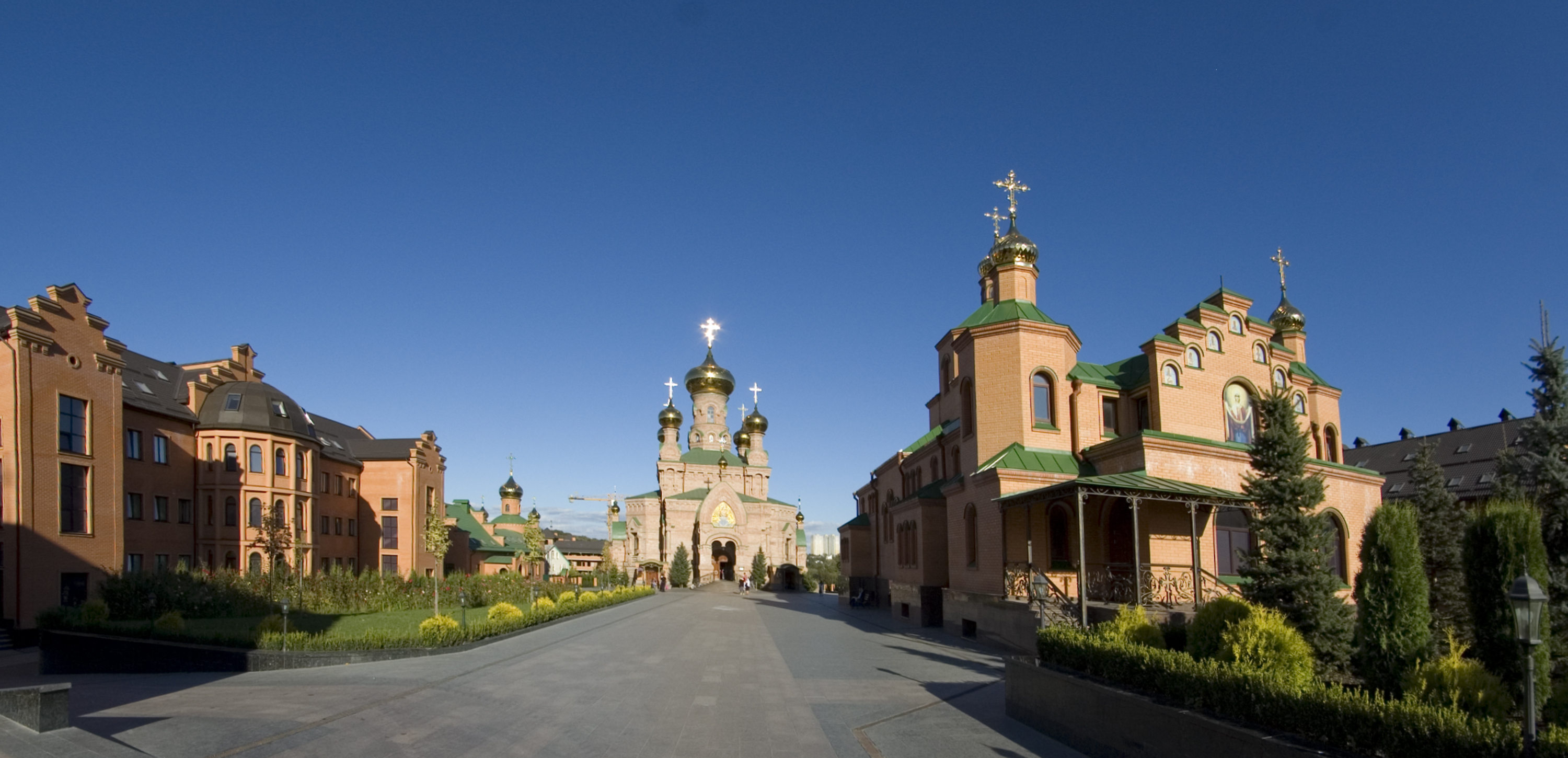
Le monastère du désert de Pokrovsk classé[10] du raïon.